# シティ・オブ・サンダーランド
シティ・オブ・サンダーランド（City of Sunderland）は、イギリス・イングランドのタイン・アンド・ウィア州にあるシティかつ都市バラである。サンダーランドが、シティの広いエリアを占めている。
1974年4月1日に、都市バラとして自治体は形成された。1992年に、シティとして認められた。
地名Sunderlandは古英語に由来し、古英語sundor-(離れた)と古英語land(土地、土)で「離れた土地、僻地」を表す。

## 出身人物
- ブライアン・フェリー - ミュージシャン、シンガー
- ジョーダン・ピックフォード - サッカー選手

## 姉妹都市
- サン＝ナゼール、フランス
- エッセン、ドイツ